# Украинско-белорусский извод церковнославянского языка
Украинско-белорусский извод церковнославянского языка (юго-западный извод, югозападнорусский или киевский извод) — извод (редакция) церковнославянского языка, существовавший с XIV века на территории Юго-Западной Руси и Западной Руси. Сейчас применяется в литургической практике Православной церкви Украины наряду с украинским языком.
Параллельно этому изводу в XV—XVII веках существовал белорусский извод в Литовской, Белой и Червонной Руси.

## История
Сформировался в Великом княжестве Литовском на основе древнерусского извода церковнославянского языка после церковно-политического разделения восточнославянской территории на Московскую Русь и Литовскую Русь. Активным участником исправления церковных текстов в 1365—1419 годы выступал митрополит Григорий Цамблак. В Юго-Западной Руси развитие украинской редакции приходится на вторую половину XVI—XVII веков — период возрождения и нового расцвета церковнославянского языка, вызванный деятельностью Острожских книжников, больших и малых церковных братств, Киево-Могилянской академии (1659—1817).
В XVI—XVII веках испытал сильное влияние со стороны латинского и польского языков. Многие памятники украинско-белорусского извода записаны латиницей[какие?].
История церковнославянского языка связана с расположением культурных книжных центров, и как следствие — с изменением региональных норм церковнославянского языка. На территории восточных славян в XV-XVII века такими центрами были Вильно, Киев, Острог и Москва, которые и определяли характер книжного языка. В трёх из этих восточнославянских культурных центрах — Вильно, Киеве и Москве — наблюдают определённый параллелизм норм церковнославянского языка. В XVII веке церковнославянская традиция сохранялась в двух центрах — Киеве и Москве. После присоединения Левобережной Украины к Москве побеждает киевская традиция церковнославянского языка, что привело к правке церковных книг по киевским и львовскими образцами.
В XVII веке в Московской Руси при поддержке патриарха Никона (1605—1681) велась деятельность по новому исправлению богослужебных книг на основе юго-западнорусских изданий. Однако это вызвало церковный раскол. Так у старообрядцев в употреблении остался старый московский извод, а у патриаршей церкви сложился иной извод, называемый синодальным или новоцерковнославянским. Он возник из соединения украинских норм с московскими, в отдельных случаях сверенных по греческим образцам. В 1685 году Киевская митрополия (1620—1688) переходит в Московский патриархат.
В 1720 году при царствовании Петра I издаётся ряд имперских указов, запрещающих печатать церковные книги в Киево-Печерской лавре и Черниговской типографии, и предписывается местные издания осуществлять в точном соответствии с московскими, а также запрещается вести богослужения на церковнославянском языке киевского извода (1721).
Киевский извод применяется в литургической практике Православной церкви Украины, а также в нескольких епархиях Украинской православной церкви Московского патриархата,  прежде всего, Львовской и Владимир-Волынской, в Перемышльской епархии Польской православной церкви, верными которой является украинцы-лемки; в некоторых монастырях Украинской грекокатолической церкви и в Мукачевской грекокатолической епархии.